# Kol (langue papoue)
Le kol est une langue papoue parlée dans la province de Nouvelle-Bretagne orientale en Papouasie-Nouvelle-Guinée.

## Classification
Malcolm Ross (2005) classe le kol comme un isolat linguistique, tout comme Haspelmath, Hammarström, Forkel et Bank.

## Sources
- (en) Malcolm Ross, 2005, Pronouns as a preliminary diagnostic for grouping Papuan languages, dans Andrew Pawley, Robert Attenborough, Robin Hide, Jack Golson (éditeurs) Papuan pasts: cultural, linguistic and biological histories of Papuan-speaking peoples, Canberra, Pacific Linguistics. pp. 15–66.